# Mont-de-Galié
Pour les articles homonymes, voir Mont.
Mont-de-Galié est une commune française située dans le sud-ouest du département de la Haute-Garonne en région Occitanie.
Sur le plan historique et culturel, la commune est dans le pays de Comminges, correspondant à l’ancien comté de Comminges, circonscription de la province de Gascogne située sur les départements actuels du Gers, de la Haute-Garonne, des Hautes-Pyrénées et de l'Ariège. Exposée à un climat de montagne, aucun cours d'eau permanent n'est répertorié sur la communedivers petits cours d'eau. La commune possède un patrimoine naturel remarquable : un site Natura 2000 (les « chaînons calcaires du Piémont Commingeois ») et quatre zones naturelles d'intérêt écologique, faunistique et floristique.
Mont-de-Galié est une commune rurale qui compte 26 habitants en 2022, après avoir connu un pic de population de 162 habitants en 1836. Ses habitants sont appelés les Montais ou  Montaises.

## Géographie

### Localisation
La commune de Mont-de-Galié se trouve dans le département de la Haute-Garonne, en région Occitanie.
Elle se situe à 94 km à vol d'oiseau de Toulouse, préfecture du département, à 15 km de Saint-Gaudens, sous-préfecture, et à 23 km de Bagnères-de-Luchon, bureau centralisateur du canton de Bagnères-de-Luchon dont dépend la commune depuis 2015 pour les élections départementales.
La commune fait en outre partie du bassin de vie de Montréjeau.
Les communes les plus proches sont : 
Galié (1,2 km), Lourde (1,3 km), Ore (1,6 km), Saint-Pé-d'Ardet (2,0 km), Bagiry (2,2 km), Frontignan-de-Comminges (2,3 km), Antichan-de-Frontignes (2,4 km), Génos (2,5 km).
Sur le plan historique et culturel, Mont-de-Galié fait partie du pays de Comminges, correspondant à l’ancien comté de Comminges, circonscription de la province de Gascogne située sur les départements actuels du Gers, de la Haute-Garonne, des Hautes-Pyrénées et de l'Ariège.
Les communes limitrophes sont  Galié, Génos, Lourde, Ore et Sauveterre-de-Comminges.
|       | Sauveterre-de-Comminges |        |
| Galié | Mont-de-Galié           | Génos  |
|       | Ore                     | Lourde |

### Climat
Pour des articles plus généraux, voir Climat de l'Occitanie et Climat de la Haute-Garonne.
En 2010, le climat de la commune est de type climat des marges montargnardes, selon une étude s'appuyant sur une série de données couvrant la période 1971-2000. En 2020, Météo-France publie une typologie des climats de la France métropolitaine dans laquelle la commune est exposée à un climat de montagne ou de marges de montagne et est dans la région climatique Pyrénées centrales, caractérisée par une pluviométrie annuelle de 1 000 à 1 200 mm.
Pour la période 1971-2000, la température annuelle moyenne est de 10,5 °C, avec une amplitude thermique annuelle de 15,2 °C. Le cumul annuel moyen de précipitations est de 1 106 mm, avec 9,5 jours de précipitations en janvier et 7,6 jours en juillet. Pour la période 1991-2020, la température moyenne annuelle observée sur la station météorologique la plus proche, située sur la commune de Clarac à 12 km à vol d'oiseau, est de 12,5 °C et le cumul annuel moyen de précipitations est de 804,9 mm,. Pour l'avenir, les paramètres climatiques de la commune estimés pour 2050 selon différents scénarios d'émission de gaz à effet de serre sont consultables sur un site dédié publié par Météo-France en novembre 2022.

### Milieux naturels et biodiversité

#### Réseau Natura 2000

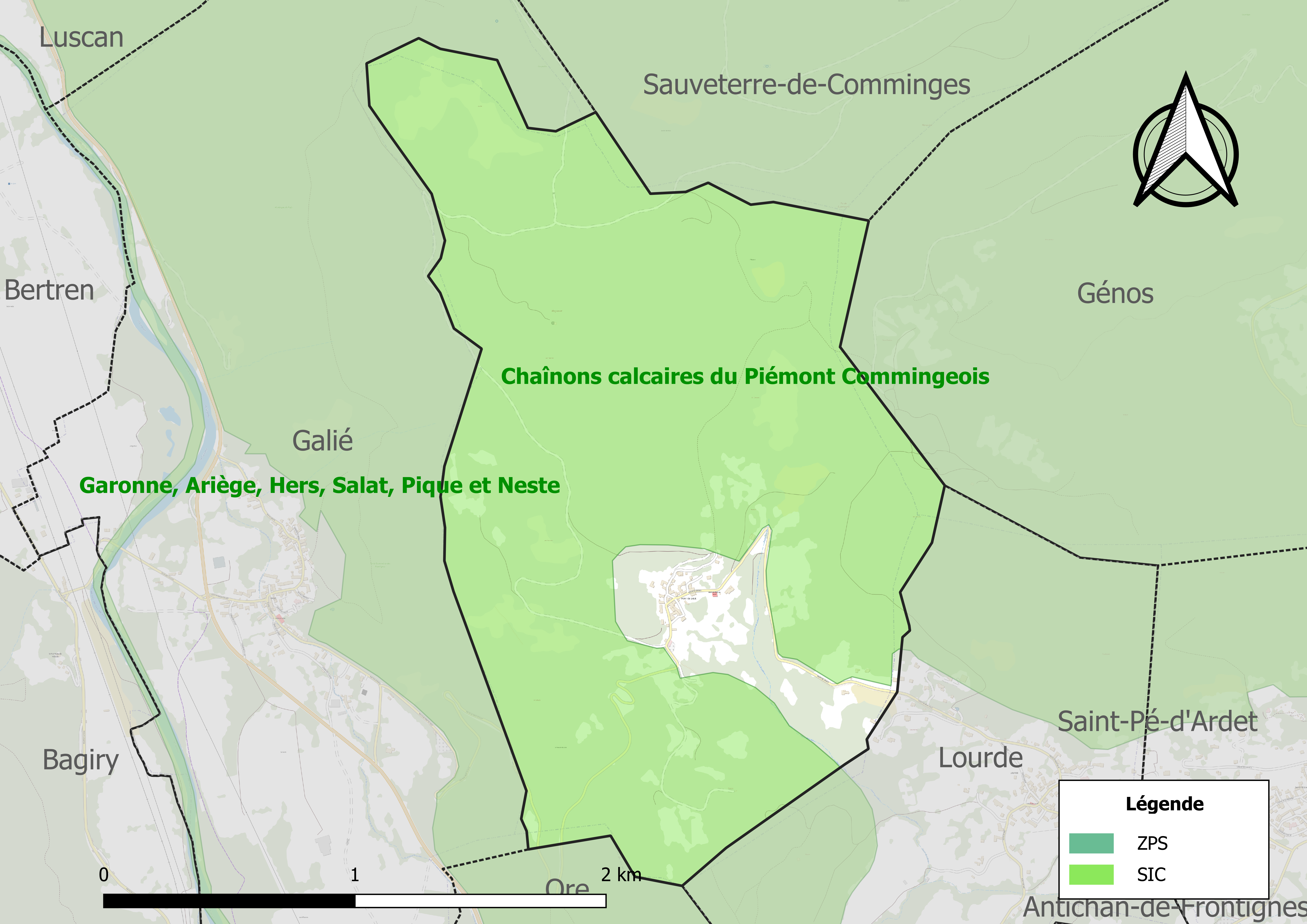
Site Natura 2000 sur le territoire communal.

Le réseau Natura 2000 est un réseau écologique européen de sites naturels d'intérêt écologique élaboré à partir des directives habitats et oiseaux, constitué de zones spéciales de conservation (ZSC) et de zones de protection spéciale (ZPS).
Un site Natura 2000 a été défini sur la commune au titre de la directive habitats : les « chaînons calcaires du Piémont Commingeois », d'une superficie de 6 198 ha, sont un site vallonné forestier et bocager du piémont pyrénéen.

#### Zones naturelles d'intérêt écologique, faunistique et floristique

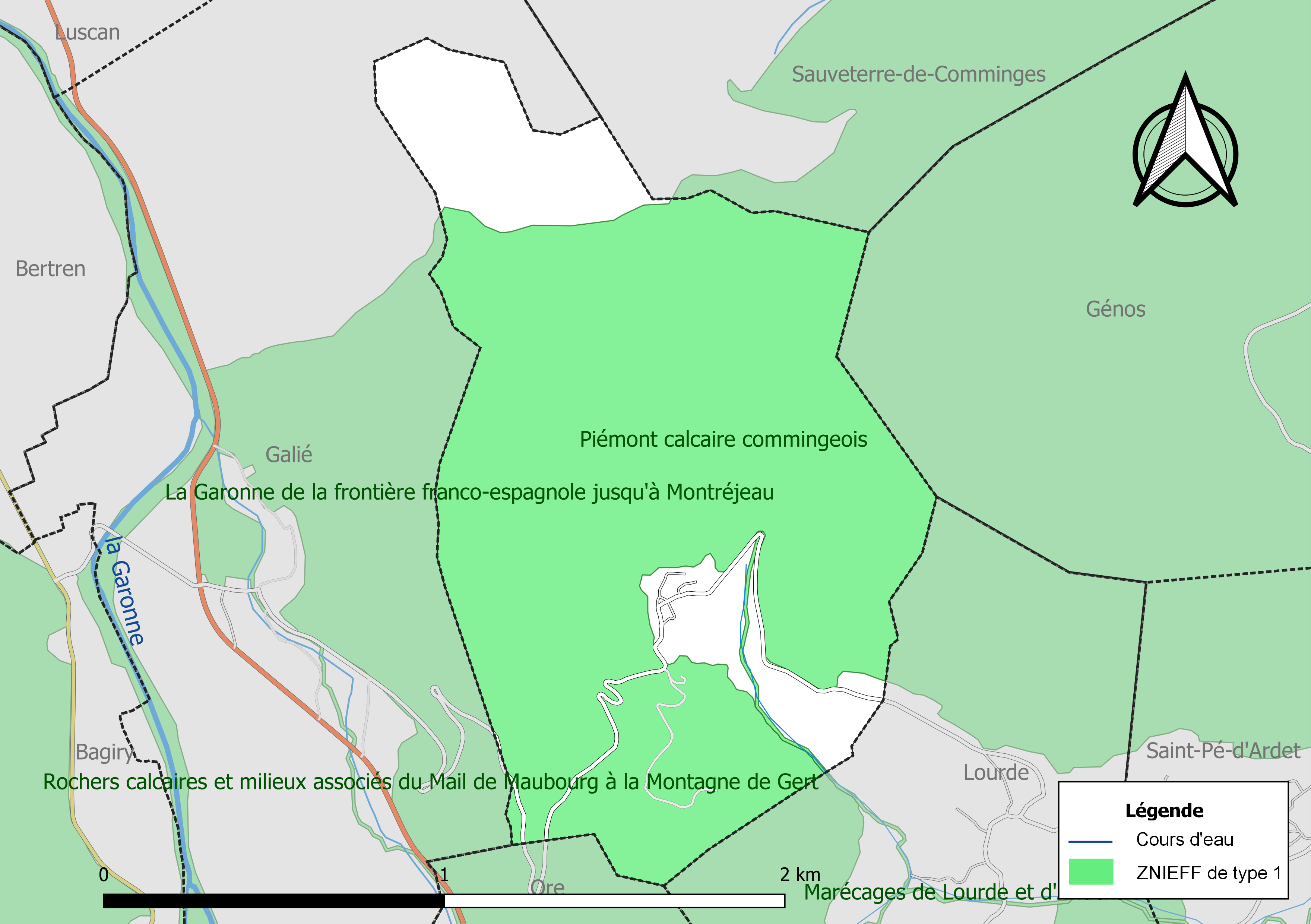
Carte des ZNIEFF de type 1 localisées sur la commune.

L’inventaire des zones naturelles d'intérêt écologique, faunistique et floristique (ZNIEFF) a pour objectif de réaliser une couverture des zones les plus intéressantes sur le plan écologique, essentiellement dans la perspective d’améliorer la connaissance du patrimoine naturel national et de fournir aux différents décideurs un outil d’aide à la prise en compte de l’environnement dans l’aménagement du territoire.
Deux ZNIEFF de type 1 sont recensées sur la commune :
« la Garonne de la frontière franco-espagnole jusqu'à Montréjeau » (469 ha), couvrant 38 communes dont 28 dans la Haute-Garonne et dix dans les Hautes-Pyrénées et 
le « piémont calcaire commingeois » (2 924 ha), couvrant 11 communes du département
et deux ZNIEFF de type 2, : 
- « Garonne amont, Pique et Neste » (1 788 ha), couvrant 112 communes dont 42 dans la Haute-Garonne et 70 dans les Hautes-Pyrénées[19] ;
- le « piémont calcaire commingeois et bassin de Sauveterre » (8 553 ha), couvrant 26 communes du département[20].

## Urbanisme

### Typologie
Au 1er janvier 2024, Mont-de-Galié est catégorisée commune rurale à habitat très dispersé, selon la nouvelle grille communale de densité à sept niveaux définie par l'Insee en 2022.
Elle est située hors unité urbaine et hors attraction des villes,.

### Occupation des sols
L'occupation des sols de la commune, telle qu'elle ressort de la base de données européenne d’occupation biophysique des sols Corine Land Cover (CLC), est marquée par l'importance des forêts et milieux semi-naturels (79,5 % en 2018), une proportion identique à celle de 1990 (79,5 %). La répartition détaillée en 2018 est la suivante : 
forêts (79,5 %), prairies (18,1 %), zones agricoles hétérogènes (2,3 %). L'évolution de l’occupation des sols de la commune et de ses infrastructures peut être observée sur les différentes représentations cartographiques du territoire : la carte de Cassini (XVIIIe siècle), la carte d'état-major (1820-1866) et les cartes ou photos aériennes de l'IGN pour la période actuelle (1950 à aujourd'hui).

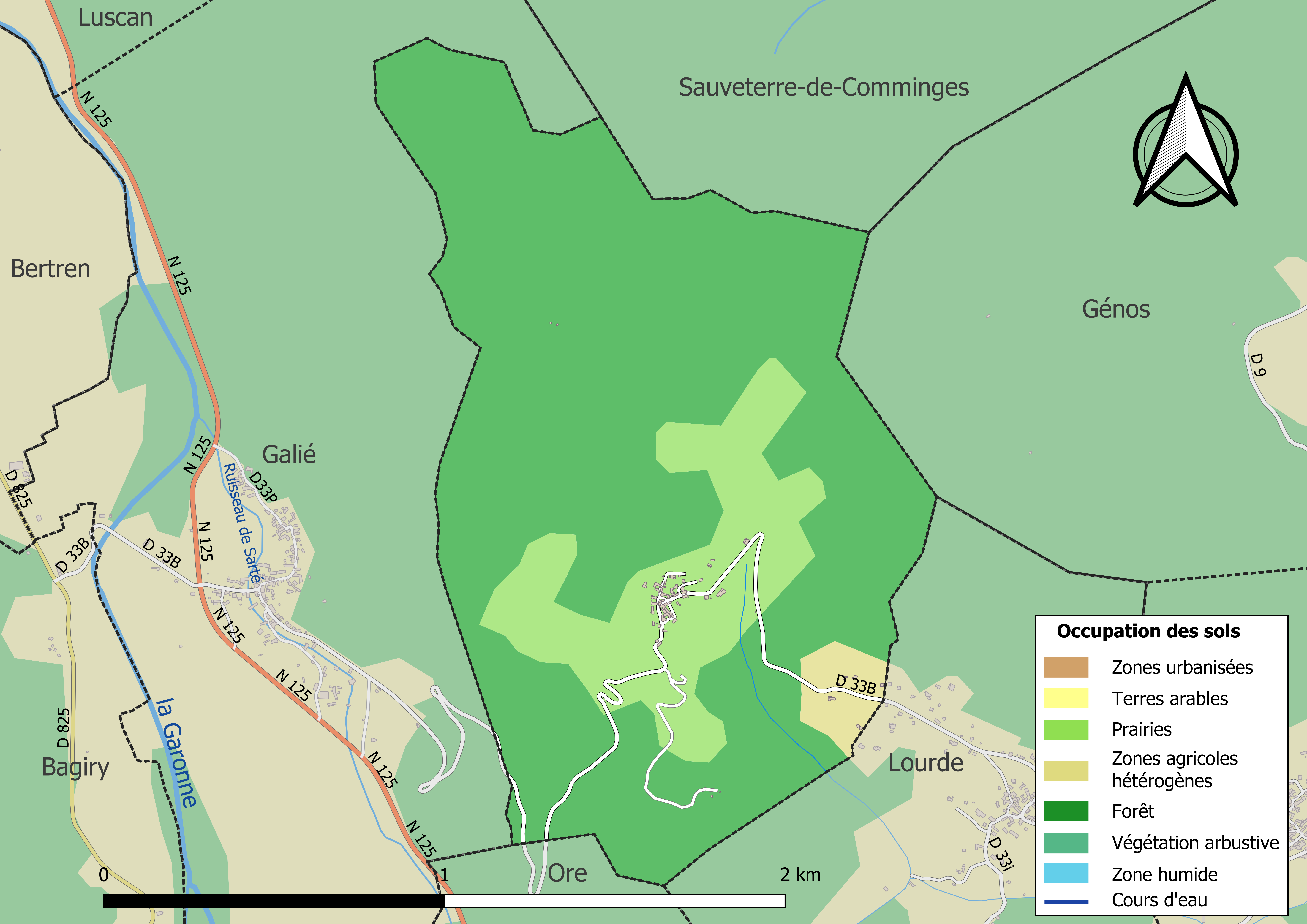
Carte des infrastructures et de l'occupation des sols de la commune en 2018 (CLC).

### Risques majeurs
Le territoire de la commune de Mont-de-Galié est vulnérable à différents aléas naturels : météorologiques (tempête, orage, neige, grand froid, canicule ou sécheresse), feux de forêts et séisme (sismicité modérée). Un site publié par le BRGM permet d'évaluer simplement et rapidement les risques d'un bien localisé soit par son adresse soit par le numéro de sa parcelle.
Un plan départemental de protection des forêts contre les incendies a été approuvé par arrêté préfectoral du 25 septembre 2006. Mont-de-Galié est exposée au risque de feu de forêt du fait de la présence sur son territoire du massif des piémonts des Pyrénées. Il est ainsi défendu aux propriétaires de la commune et à leurs ayants droit de porter ou d’allumer du feu dans l'intérieur et à une distance de 200 mètres des bois, forêts, plantations, reboisements ainsi que des landes. L’écobuage est également interdit, ainsi que les feux de type méchouis et barbecues, à l’exception de ceux prévus dans des installations fixes (non situées sous couvert d'arbres) constituant une dépendance d'habitation,

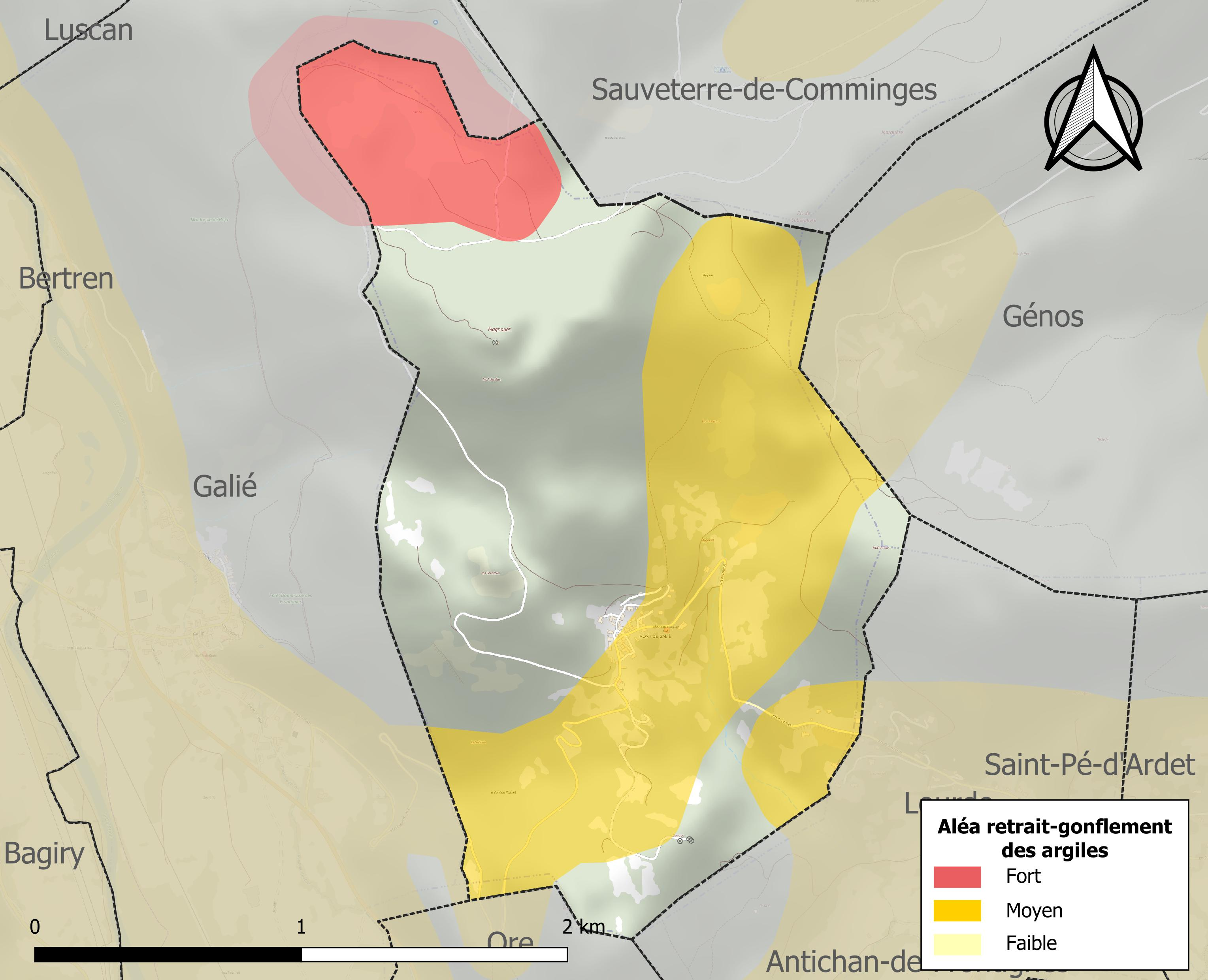
Carte des zones d'aléa retrait-gonflement des sols argileux de Mont-de-Galié.

Le retrait-gonflement des sols argileux est susceptible d'engendrer des dommages importants aux bâtiments en cas d’alternance de périodes de sécheresse et de pluie. 50,5 % de la superficie communale est en aléa moyen ou fort (88,8 % au niveau départemental et 48,5 % au niveau national). Sur les 31 bâtiments dénombrés sur la commune en 2019, 25 sont en aléa moyen ou fort, soit 81 %, à comparer aux 98 % au niveau départemental et 54 % au niveau national. Une cartographie de l'exposition du territoire national au retrait gonflement des sols argileux est disponible sur le site du BRGM,.
Par ailleurs, afin de mieux appréhender le risque d’affaissement de terrain, l'inventaire national des cavités souterraines permet de localiser celles situées sur la commune.
Concernant les mouvements de terrains, la commune a été reconnue en état de catastrophe naturelle au titre des dommages causés par des mouvements de terrain en 1999.

## Politique et administration
| Période                                  | Période  | Identité        | Étiquette | Qualité  |
| ---------------------------------------- | -------- | --------------- | --------- | -------- |
| mars 2001                                | 2008     | Suzanne Martel  |           |          |
| mars 2008                                | 2020     | Étienne Richard | DVD       | Retraité |
| 2020                                     | En cours | Henri Thébé     |           | Retraité |
| Les données manquantes sont à compléter. |          |                 |           |          |

Commune faisant partie de la Huitième circonscription de la Haute-Garonne.

## Démographie
| 1793 | 1800 | 1806 | 1821 | 1831 | 1836 | 1841 | 1846 | 1851 |
| ---- | ---- | ---- | ---- | ---- | ---- | ---- | ---- | ---- |
| 109  | 115  | 120  | 150  | 142  | 162  | 148  | 155  | 137  |

| 1856 | 1861 | 1866 | 1872 | 1876 | 1881 | 1886 | 1891 | 1896 |
| ---- | ---- | ---- | ---- | ---- | ---- | ---- | ---- | ---- |
| 143  | 128  | 126  | 118  | 113  | 106  | 119  | 95   | 113  |

| 1901 | 1906 | 1911 | 1921 | 1926 | 1931 | 1936 | 1946 | 1954 |
| ---- | ---- | ---- | ---- | ---- | ---- | ---- | ---- | ---- |
| 115  | 108  | 103  | 80   | 81   | 72   | 65   | 25   | 30   |

| 1962 | 1968 | 1975 | 1982 | 1990 | 1999 | 2006 | 2011 | 2016 |
| ---- | ---- | ---- | ---- | ---- | ---- | ---- | ---- | ---- |
| 14   | 37   | 30   | 42   | 39   | 36   | 38   | 36   | 42   |

| 2021 | 2022 | - | - | - | - | - | - | - |
| ---- | ---- | - | - | - | - | - | - | - |
| 31   | 26   | - | - | - | - | - | - | - |

## Protection environnementale
Le site Natura 2000 Chaînons calcaires du Piémont Commingeois est classé en zone spéciale de conservation depuis 2007, avec une superficie de 6 198 hectares il s'étend sur une partie de la commune de Mont-de-Galié.

## Économie

### Emploi
|                | 2008  | 2013  | 2018  |
| -------------- | ----- | ----- | ----- |
| Commune        | 8 %   | 5 %   | 4,5 % |
| Département    | 7,7 % | 9,6 % | 9,3 % |
| France entière | 8,3 % | 10 %  | 10 %  |

En 2018, la population âgée de 15 à 64 ans s'élève à 22 personnes, parmi lesquelles on compte 63,6 % d'actifs (59,1 % ayant un emploi et 4,5 % de chômeurs) et 36,4 % d'inactifs,. En  2018, le taux de chômage communal (au sens du recensement) des 15-64 ans est inférieur à celui de la France et département, alors qu'en 2008 il était supérieur à celui du département et inférieur à celui de la France.
La commune est hors attraction des villes,. Elle compte 1 emplois en 2018, contre 0 en 2013 et 5 en 2008. Le nombre d'actifs ayant un emploi résidant dans la commune est de 13, soit un indicateur de concentration d'emploi de 7,7 % et un taux d'activité parmi les 15 ans ou plus de 37,8 %.
Sur ces 13 actifs de 15 ans ou plus ayant un emploi, 1 travaillent dans la commune, soit 8 % des habitants. Pour se rendre au travail, 84,6 % des habitants utilisent un véhicule personnel ou de fonction à quatre roues, 7,7 % les transports en commun et 7,7 % n'ont pas besoin de transport (travail au domicile).

### Activités
Aucun établissement relevant d’une activité hors champ de l’agriculture n’est implanté  à Mont-de-Galié au 31 décembre 2019.
Aucune exploitation agricole ayant son siège dans la commune n'est recensée lors du recensement agricole de 2020 (deux en 1988),.

## Culture locale et patrimoine

### Lieux et monuments
- Église Saint-Vincent.

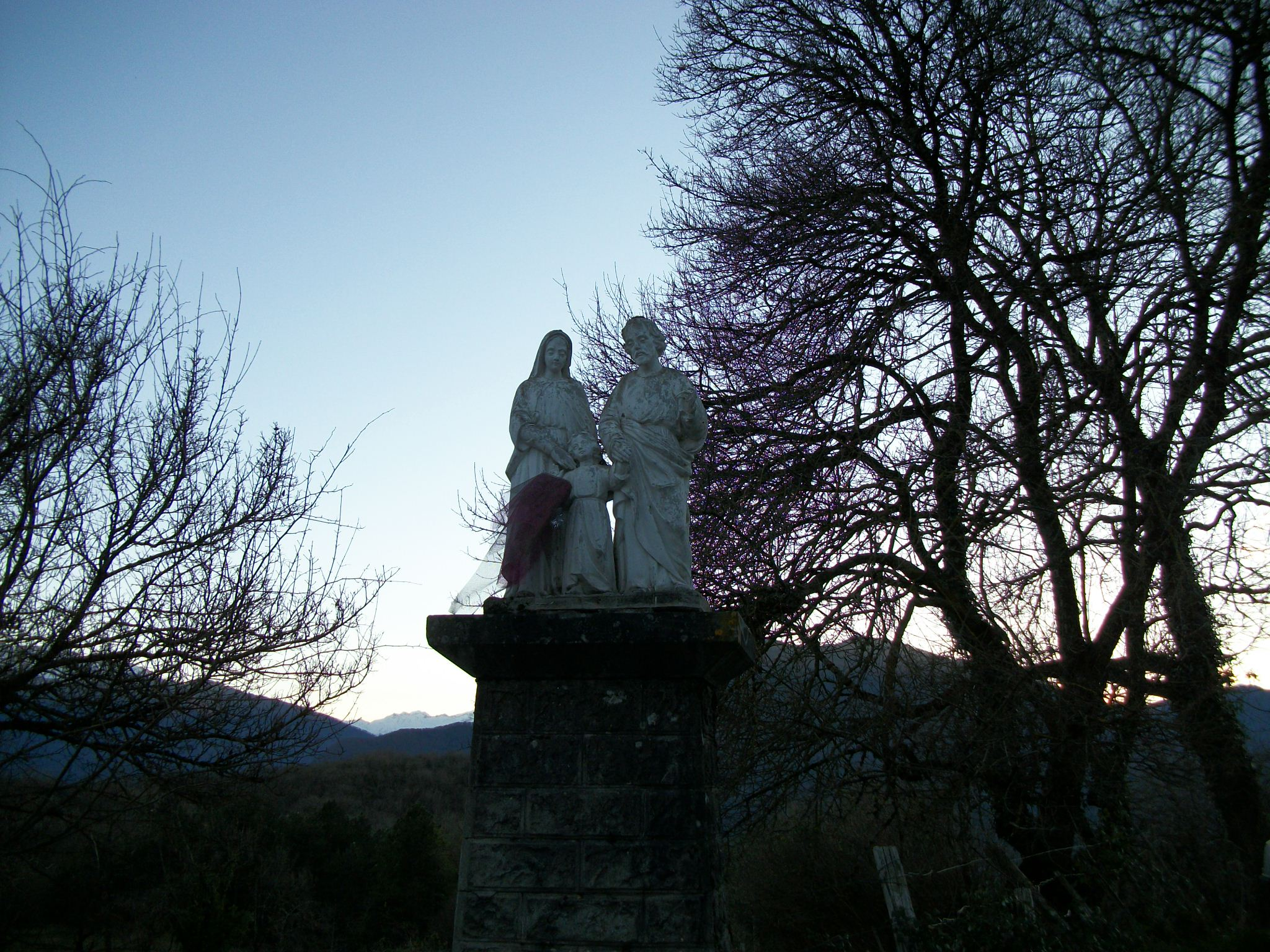
Statues de la Sainte-Famille
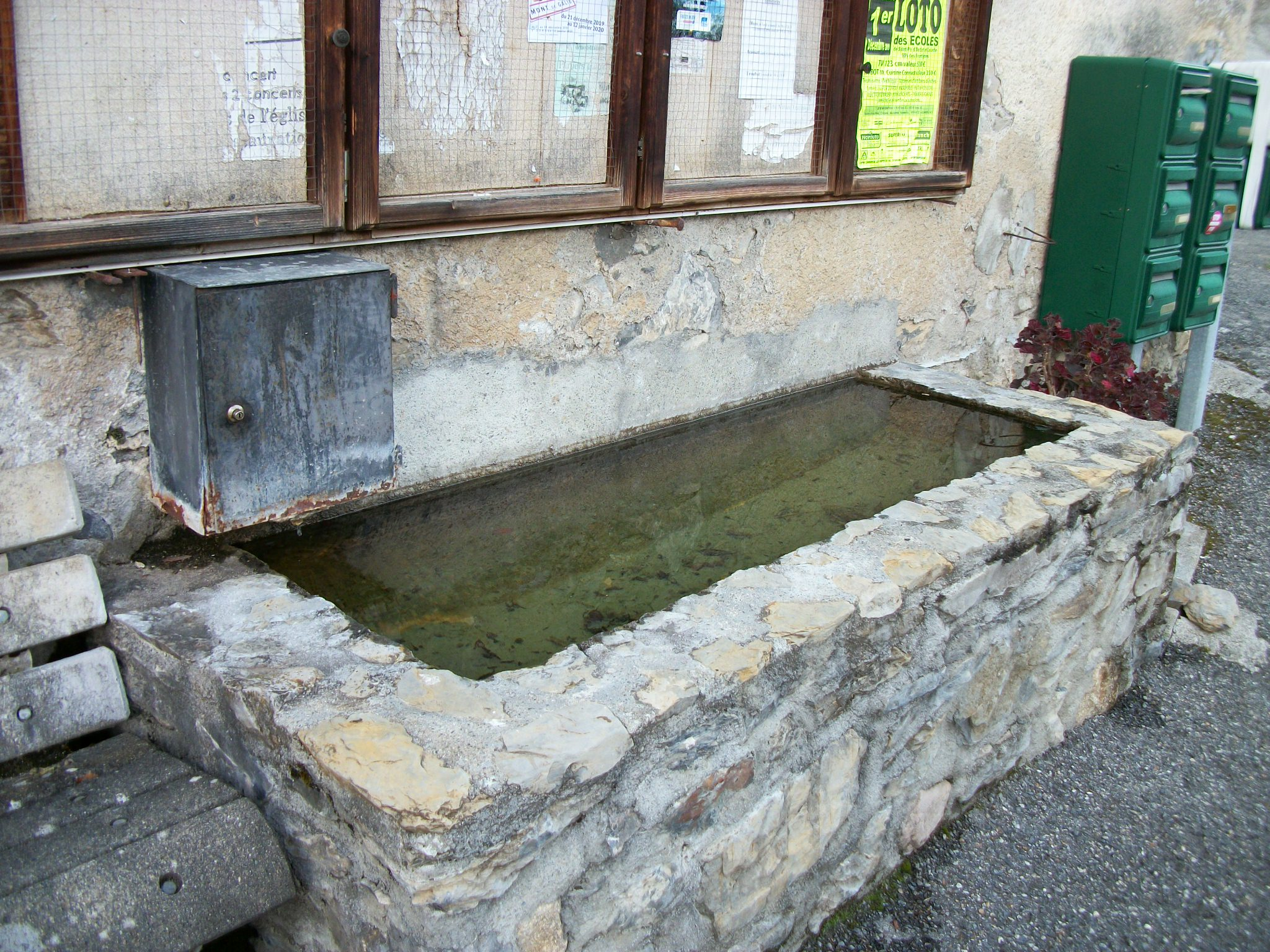
L'abreuvoir
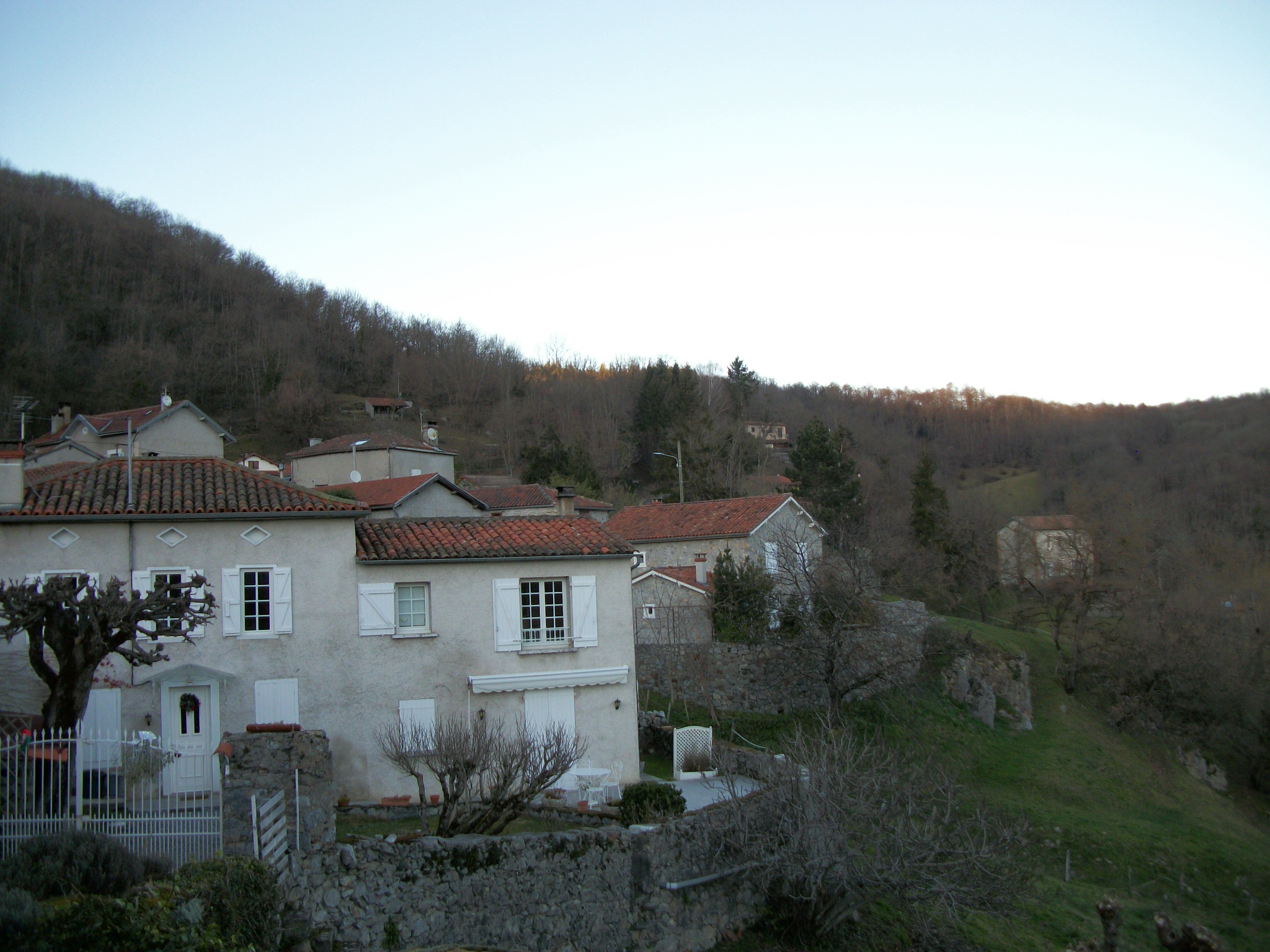
Le village
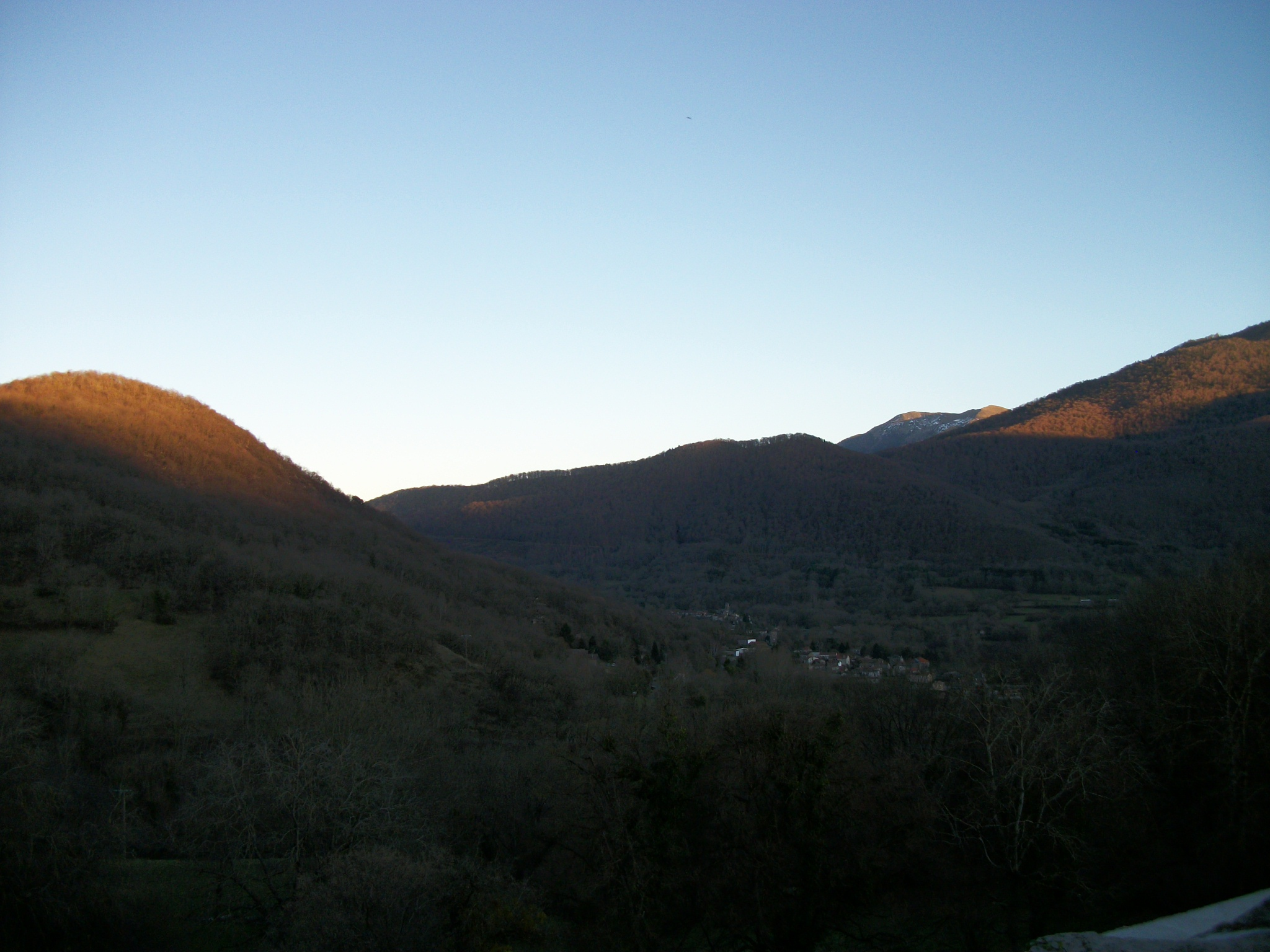
Paysage et village de Lourde

- Statues de la Sainte-Famille
- L'abreuvoir
- Le village
- Paysage et village de Lourde

#### Site de l'Insee
1. 1 2 3 4  Insee, « Métadonnées de la commune de Mont-de-Galié ».
2. ↑  « La grille communale de densité », sur insee,fr, 28 mai 2024 (consulté le 27 juin 2024).
3. ↑  « Base des aires d'attraction des villes 2020. », sur insee.fr, 21 octobre 2020 (consulté le 27 juin 2024).
4. ↑  Marie-Pierre de Bellefon, Pascal Eusebio, Jocelyn Forest, Olivier Pégaz-Blanc et Raymond Warnod (Insee), « En France, neuf personnes sur dix vivent dans l’aire d’attraction d’une ville », sur insee.fr, 21 octobre 2020 (consulté le 27 juin 2024).
5. 1 2  « Emp T1 - Population de 15 à 64 ans par type d'activité en 2018 à Mont-de-Galié » (consulté le 2 février 2022).
6. ↑  « Emp T1 - Population de 15 à 64 ans par type d'activité en 2018 dans la Haute-Garonne » (consulté le 2 février 2022).
7. ↑  « Emp T1 - Population de 15 à 64 ans par type d'activité en 2018 dans la France entière » (consulté le 2 février 2022).
8. ↑  « Base des aires d'attraction des villes 2020 », sur site de l'Insee (consulté le 10 avril 2021).
9. ↑  « Emp T5 - Emploi et activité en 2018 à Mont-de-Galié » (consulté le 2 février 2022).
10. ↑  « ACT T4 - Lieu de travail des actifs de 15 ans ou plus ayant un emploi qui résident dans la commune en 2018 » (consulté le 2 février 2022).
11. ↑  « ACT G2 - Part des moyens de transport utilisés pour se rendre au travail en 2018 » (consulté le 2 février 2022).
12. ↑  « DEN T5 - Nombre d'établissements par secteur d'activité au 31 décembre 2019 à Mont-de-Galié » (consulté le 12 février 2022).

#### Autres sources
1. ↑  Stephan Georg, « Distance entre Mont-de-Galié et Toulouse », sur fr.distance.to (consulté le 24 août 2021).
2. ↑  Stephan Georg, « Distance entre Mont-de-Galié et Saint-Gaudens », sur fr.distance.to (consulté le 24 août 2021).
3. ↑  
Stephan Georg, « Distance entre Mont-de-Galié et Bagnères-de-Luchon », sur fr.distance.to (consulté le 24 août 2021).
4. ↑  « Communes les plus proches de Mont-de-Galié », sur villorama.com (consulté le 24 août 2021).
5. ↑  Frédéric Zégierman, Le guide des pays de France - Sud, Paris, Fayard, avril 1999 (ISBN 2-213-59961-0), p. 293-296.
6. ↑  Carte IGN sous Géoportail
7. 1 2  Daniel Joly, Thierry Brossard, Hervé Cardot, Jean Cavailhes, Mohamed Hilal et Pierre Wavresky, « Les types de climats en France, une construction spatiale », Cybergéo, revue européenne de géographie - European Journal of Geography, no 501,‎ 18 juin 2010 (DOI 10.4000/cybergeo.23155, lire en ligne, consulté le 21 novembre 2023)
8. ↑  « Zonages climatiques en France métropolitaine. », sur pluiesextremes.meteo.fr (consulté le 21 novembre 2023).
9. ↑  « Orthodromie entre Mont-de-Galié et Clarac », sur fr.distance.to (consulté le 21 novembre 2023).
10. ↑  « Station Météo-France « Clarac » (commune de Clarac) - fiche climatologique - période 1991-2020 », sur donneespubliques.meteofrance.fr (consulté le 21 novembre 2023).
11. ↑  « Station Météo-France « Clarac » (commune de Clarac) - fiche de métadonnées. », sur donneespubliques.meteofrance.fr (consulté le 21 novembre 2023).
12. ↑  « Climadiag Commune : diagnostiquez les enjeux climatiques de votre collectivité. », sur meteofrance.fr, novembre 2022 (consulté le 21 novembre 2023).
13. ↑  Réseau européen Natura 2000, Ministère de la transition écologique et solidaire
14. ↑  « Liste des zones Natura 2000 de la commune de Mont-de-Galié », sur le site de l'Inventaire national du patrimoine naturel (consulté le 29 août 2021).
15. ↑  « site Natura 2000 FR7300885 - fiche descriptive », sur le site de l'inventaire national du patrimoine naturel (consulté le 29 août 2021).
16. 1 2  « Liste des ZNIEFF de la commune de Mont-de-Galié », sur le site de l'Inventaire national du patrimoine naturel (consulté le 29 août 2021).
17. ↑  « ZNIEFF « la Garonne de la frontière franco-espagnole jusqu'à Montréjeau » - fiche descriptive », sur le site de l'inventaire national du patrimoine naturel (consulté le 29 août 2021).
18. ↑  « ZNIEFF le « piémont calcaire commingeois » - fiche descriptive », sur le site de l'inventaire national du patrimoine naturel (consulté le 29 août 2021).
19. ↑  « ZNIEFF « Garonne amont, Pique et Neste » - fiche descriptive », sur le site de l'inventaire national du patrimoine naturel (consulté le 29 août 2021).
20. ↑  « ZNIEFF le « piémont calcaire commingeois et bassin de Sauveterre » - fiche descriptive », sur le site de l'inventaire national du patrimoine naturel (consulté le 29 août 2021).
21. ↑  « CORINE Land Cover (CLC) - Répartition des superficies en 15 postes d'occupation des sols (métropole). », sur le site des données et études statistiques du ministère de la Transition écologique. (consulté le 14 avril 2021).
22. 1 2  « Les risques près de chez moi - commune de Mont-de-Galié », sur Géorisques (consulté le 17 octobre 2022).
23. ↑  BRGM, « Évaluez simplement et rapidement les risques de votre bien », sur Géorisques (consulté le 10 septembre 2022).
24. ↑  « Dossier départemental des risques majeurs dans la Haute-Garonne », sur haute-garonne.gouv.fr (consulté le 10 septembre 2022), chapitre Risque feux de forêts.
25. ↑  « Prévention des incendies de forêt en Haute-Garonne », sur haute-garonne.gouv.fr (consulté le 10 septembre 2022).
26. ↑  « Retrait-gonflement des argiles », sur le site de l'observatoire national des risques naturels (consulté le 10 septembre 2022).
27. ↑  « Liste des cavités souterraines localisées sur la commune de Mont-de-Galié », sur georisques.gouv.fr (consulté le 10 septembre 2022).
28. ↑  L'organisation du recensement, sur insee.fr.
29. ↑  Calendrier départemental des recensements, sur insee.fr.
30. ↑  Des villages de Cassini aux communes d'aujourd'hui sur le site de l'École des hautes études en sciences sociales.
31. ↑  Fiches Insee - Populations de référence de la commune pour les années 2006, 2007, 2008, 2009, 2010, 2011, 2012, 2013, 2014, 2015, 2016, 2017, 2018, 2019, 2020, 2021 et 2022.
32. ↑  Museum national d'Histoire naturelle, « INPN - FSD Natura 2000 - FR7300885 - Chaînons calcaires du Piémont Commingeois - Description », sur inpn.mnhn.fr (consulté le 25 novembre 2018).
33. ↑  Présentation des premiers résultats du recensement agricole 2020, Ministère de l’agriculture et de l’alimentation, 10 décembre 2021
34. ↑  Le recensement agricole est une opération décennale européenne et obligatoire qui a pour objectif d'actualiser les données sur l'agriculture française et de mesurer son poids dans l'agriculture européenne[33].
35. ↑  « Fiche de recensement agricole - Exploitations ayant leur siège dans la commune de Mont-de-Galié - Données générales », sur recensement-agricole.agriculture.gouv.fr (consulté le 12 février 2022).